# Heat (1972)
Heat (Alternativtitel Hollywood bzw. Andy Warhol’s Hollywood) ist ein US-amerikanischer Spielfilm aus dem Jahr 1972. In dem Film Heat versucht Regisseur Paul Morrissey erstmals, ein Hollywood-Feeling in einem seiner Filme zu positionieren. In der Hauptrolle spielt Joe Dallesandro einen jungen attraktiven Mann, der versucht, seine sexuelle Anziehungskraft zu nutzen, um seine früh verblichene Karriere zu reaktivieren. In einem Motel lernt er eine alternde Filmdiva (Sylvia Miles) kennen und nutzt ihre Kontakte für seine Zwecke hemmungslos aus. Der Film lebt vor allem von den Figuren und den Dialogen.

## Handlung
Joe Davis, ein abgehalfterter, aber blendend aussehender Kinderstar, der nach der Armee sein Glück als Singer-Songwriter versucht hatte, aber nicht an seine früheren Erfolge anknüpfen konnte, zieht in ein Hotel in Santa Monica ein, das von einem korpulenten Transvestiten geleitet wird. Außer ihm leben dort noch Ray und sein geistig behinderter Bruder, die durch eine Sexshow in einem Striplokal ihr Geld verdienen, und Jessica mit ihrer lesbischen Freundin Bonnie und ihrem kleinen Sohn. Jessica ist die Tochter der alternden Schauspielerin Sally Todd. Sie erkennt Joe sofort, weil ihre Mutter früher eine Gastrolle in der populären Serie „The Big Ranch“ hatte, in der Joe eine tragende Rolle spielte. Sie will ihn unbedingt mit ihrer Mutter bekannt machen, da sie so hofft, dass diese mehr Geld für sie springen lässt. Die erste Begegnung von Joe und Sally verläuft dann auch recht kühl.
Als Jessica Joe später mit zu ihrer Mutter nimmt, muss sie kurzfristig weg, da sich ihre Freundin Bonnie umbringen will. Joe bleibt verdutzt zurück. Sally zeigt ihm schließlich ihre riesige Villa und die beiden kommen sich näher. Nach einer gemeinsam verbrachten Nacht versucht sie den sehr viel jüngeren Joe an sich zu binden und verspricht ihm, seine Karriere zu fördern. Ein erstes Treffen mit einem Klatschreporter und einem Filmproduzenten verläuft nicht zufriedenstellend.
Nachdem Sally bei einem Besuch im Hotel von dem Transvestiten, der kurz etwas mit Joe hatte, eifersüchtig gemacht wird, beschließt sie Joe zu sich zu nehmen. Als Jessica davon Wind kriegt, beschließt sie mit ihrem Sohn ebenfalls zurück zur Mutter zu ziehen. Sie offenbart Joe, nicht mehr lesbisch zu sein, und versucht ihn zu verführen, was jedoch misslingt. Joe befriedigt sie lediglich mit seinem Stiefel. Irgendwann kommt Sallys Exmann und früherer Agent Sydney zu Besuch, da Sally Geldsorgen hat. Die beiden streiten vor Jessica und Joe, ziehen sich dann aber in ein anderes Zimmer zurück, wo der Streit weitergeht. Währenddessen kommt Harold, der tuntige Lebensgefährte von Sydney, zu Jessica und Joe. Er zeigt ihnen Fotos und macht Joe dabei unumwunden an. Als Sally und Sydney zurückkommen, befriedigt Harold Joe oral. Sally macht eine Szene, die später in einem Streit mit Joe endet. Dieser hat die Schnauze voll und verlässt Sally, die am Boden zerstört ist. Er zieht zurück ins Hotel, wo eines Tages Sally auftaucht und versucht ihn zu erschießen. Da der Revolver jedoch nicht funktioniert, wirft sie die Schusswaffe ins Wasser.

## Hintergrund
Der abschließende Teil der Morrissey/Dallesandro-Trilogie, die 1968 mit Flesh begann und 1970 mit Trash fortgesetzt wurde, ist mit Abstand der am professionellsten wirkende. Auf die Kennzeichen der beiden anderen Filme, wie verwackelte Kamera, Ton- und Bildsprünge, wurde verzichtet. Daneben erzählt der Film, im Gegensatz zu den Momentaufnahmen von Flesh und Trash, eine durchgängige Geschichte mit Anfang, Höhepunkt und Schluss.
Mit der Trilogie verbunden ist der Film durch den Schauspieler Joe Dallesandro und die Schauspielerin Andrea Feldman, die bereits bei Trash mitwirkten. Mit Sylvia Miles konnte der Star des Films Asphalt-Cowboy für die Rolle der Sally Todd gewonnen werden. Die Mitwirkung einiger Factory-Mitglieder an Asphalt Cowboy war der Startschuss für die Morrissey/Dallesandro-Trilogie. Ebenso wie bei den beiden anderen Filmen enthält auch Heat einige tabubrechende Szenen im Softporno-Stil und eine Reihe von absurden Charakteren, wie den Transvestiten, der das Hotel führt, das inzestuöse Bruderpaar und den tuntigen Harold.
Der Film ist Billy Wilders Boulevard der Dämmerung ähnlich. Wie Morrissey anmerkte, verstand er allerdings alle seine Filme als Remakes von Boulevard der Dämmerung.
Wie bereits bei den Vorgängerfilmen erschien Warhol selbst nicht am Set, wurde aber von Morrissey über den Ablauf informiert. Warhol sprach auch mit den Schauspielerinnen. Im Gegensatz zu den beiden anderen Teilen der Trilogie spielt Heat in Holywood. Das Anwesen, in dem Sally Todd im Film lebt, war die ehemalige Villa von Boris Karloff. Die Szenen im Hotel wurden dagegen in New York gedreht. Die Dialoge sind größtenteils improvisiert. Die Filmmusik stammt von John Cale (ex-Velvet Underground und ein Freund von Warhol). Das Budget betrug etwa 50.000 bis 100.000 Dollar.
Andrea Feldman, die sowohl bei Trash und bei Heat einen ständig plappernden, naiven Teenager spielte, beging kurz nach Beendigung der Dreharbeiten Suizid. Warhol, Regisseur Paul Morrissey und Factory-Mitglied Fred Hughes beschlossen daher, die Premiere des Films am 5. Oktober 1972 auf dem Lincoln Center Film Festival möglichst klein zu halten.
Der Film spielte in den Vereinigten Staaten um die zwei Millionen Dollar ein und war ein großer Erfolg bei den Filmkritikern.

## Kritik
Der Film wurde von der Kritik hochgelobt. Insbesondere die Leistung von Andrea Feldman und Sylvia Miles wurde von der Kritik erwähnt.

„Der Film ist vor allem deshalb fesselnd, weil Morrissey eine abscheuliche Besetzung zusammengestellt hat, dieser eine unmögliche Situation vorsetzte und dann geguckt hat, wie sie da wieder herausgekommen. Unglaublich, wie das Sylvia Miles gelingt. Sie macht das auf die einzig mögliche Art: sie nimmt das Ganze ernst. Wenn sie eine fast-pensionierte Schauspielerin sein soll, die eine Affäre mit einem androgynen Roboter hat, dann ist es halt so. Der Roboter hat noch niemals eine wie SIE getroffen.“